# Muhàmmad XI el Xic
Muhàmmad XI el Xic fou rei musulmà de la dinastia nassarita de Granada, fill de Muhàmmad VIII el Petit. Després de les derrotes de Muhàmmad IX l'Esquerrà a la campanya de Múrcia (1451) els Banu Sarraj van proclamar al seu candidat Sad ibn Alí ibn Yússuf (II) a la part occidental del regne mentre a l'oriental amb centre a Màlaga, era proclamat Muhàmmad el Xic, però el 1452 va ser derrotat per Muhàmmad IX l'Esquerrà. Aquest va morir el 1453 i la facció que li donava suport el va tornar a aixecar i aquesta vegada va aconseguir el poder a l'Emirat de Gharnata a més de Màlaga i Almeria mentre el rebel Sad ibn Ali, vassall de Castella, només era reconegut a la part occidental amb centre a Ronda. Muhàmmad va signar amb Castella una treva que era onerosa pel regne de Granada el que li va fer perdre el suport dels seus partidaris. D'altra banda Sad havia trencat amb Castella (agost) i tenia el suport dels influents Banu Sarraj. La ciutat de Granada va proclamar a Sad (1454) i Muhàmmad va fugir a Màlaga. Poc després fou derrotat i capturat pel fill de Sad, Abu-l-Hàssan Alí ibn Sad (Muley Hacen a les cròniques cristianes), i executat amb tota la seva família a l'Alhambra.